# Iglesia de los Santos Gioacchino y Anna ai Monti
La iglesia de Santi Gioacchino e Anna ai Monti es una iglesia en Roma, en el distrito de Monti, que domina Largo Venosta, al comienzo de Via in Selci.
Tiene planta de cruz griega y su construcción comenzó en 1589 y terminó en el siglo XVIII con la construcción del convento anexo para las monjas de San Francesco di Paola.
Con motivo de sucesivas ampliaciones, en la cercana vía de Selci, en lo que ahora es el antiguo monasterio de Paolotte, se encontró un tesoro, que Armellini describe de la siguiente manera:

En 1774 , cuando se derrumbó un gran muro antiguo detrás del coro del monasterio de Paolotte bajo el monte Esquilino, se encontró una habitación donde (quizás durante la primera invasión de los bárbaros) un tesoro de platería, estatuillas de metal dorado, arneses de plata para caballos , candelabro de cristal de montaña, esculturas de mármol, etc. Todo fue donado al mencionado monasterio y así se dispersó una colección de objetos que habrían servido en el museo vaticano especialmente por ser únicos en esos materiales preciosos, especialmente un tocador de plata. La CH. EQ Visconti informó sobre ello en la Antología Romana en 1794. Luego se descubrió que se trataba de un monumento de la famosa familia cristiana de los Apronianos.
Armellini, op. cit., p. 219

La tradición popular atribuye este tesoro a un rey polaco que vivió en la zona: de ahí el nombre del tramo de escaleras que bordea la iglesia, es decir, Monte Polacco.
La Iglesia Ortodoxa Etíope Tewahedo con el acuerdo de San Juan Pablo II, oficia el culto en determinados momentos, a la que, con la Convención de la Diócesis de Roma, también se le encomiendan los locales en el sótano de la iglesia.